# L'Épervier noir

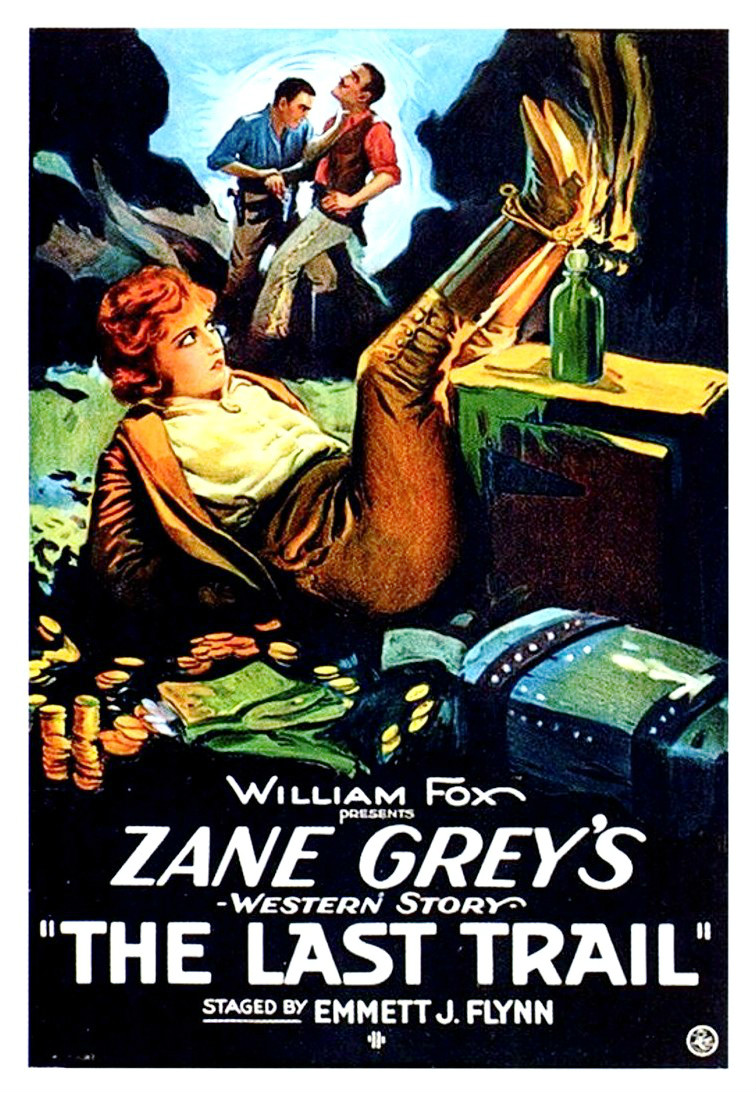
Affiche du film.

L'Épervier noir (The Last Trail) est un western américain réalisé par Emmett J. Flynn, sorti en 1921.

## Fiche technique
- Titre original : The Last Trail
- Réalisation : Emmett J. Flynn
- Scénario : Jules Furthman, Paul Schofield d'après The Last Trail de Zane Grey
- Producteur : William Fox
- Photographie : Lucien N. Andriot
- Genre : Western
- Production : Fox Film Corporation
- Durée : 70 minutes
- Date de sortie : novembre 1921

## Distribution
- Maurice 'Lefty' Flynn : l'étranger
- Eva Novak : Winifred Samson
- Wallace Beery : William Kirk
- Rosemary Theby : Chiquita
- Charles K. French : Sheriff Nelson
- Harry Spingler : Campbell
- Harry Dunkinson : Kenworth Samson